# BOSS Open 2023
BOSS Open 2023 a fost un turneu profesionist de tenis organizat în cadrul circuitului masculin ATP, care are a avut loc în perioada 12–18 iunie, la Stuttgart, Germania, pe terenuri cu iarbă. A fost cea de-a 45-a ediție a ATP Stuttgart Open, parte a categoriei ATP 250 din Circuitul ATP 2023.

## Campioni

### Simplu
Pentru mai multe informații consultați BOSS Open 2023 – Simplu

### Dublu
Pentru mai multe informații consultați BOSS Open 2023 – Dublu

## Distribuția punctelor
| Probă  | C   | F   | SF | QF | R16 | R32 | Q   | Q2  | Q1  |
| Simplu | 250 | 150 | 90 | 45 | 20  | 0   | 12  | 6   | 0   |
| Dublu* | 250 | 150 | 90 | 45 | 20  | 0   | N/A | N/A | N/A |

*per echipă